# Glossario di videoconferenza e tecnologie correlate
Il presente glossario contiene termini usati nel campo della videoconferenza e tecnologie correlate, in special modo quelle di rete.

## A
- ATM (Asynchronous Transfer Mode): Tecnologia di trasporto su rete ad alta velocità e basso delay (ritardo) per audio, video e dati. ITU ha scelto ATM come base per le future reti integrate telefoniche/informatiche a larga banda.

## B
- B-ISDN (Broadband ISDN): Lo standard B-ISDN incorpora gli attuali standard ISDN di trasmissione, switching, segnalazione e multiplexing in un'architettura ad alta velocità in grado di soddisfare i requisiti relativi al trasferimento di diversi tipi di dati sulla rete pubblica commutata.
- Broadcast: Nelle reti a commutazione di pacchetto significa inviare un pacchetto a tutti gli utenti connessi ad una specifica rete.

## C
- CCITT (Consultative Committee for International Telegraphy and Telephony): noto dal 1994 come Unione Internazionale delle Telecomunicazioni.
- CIF (Common Intermediate Format): Formato di immagine per H.263. Rappresenta 352 pixel/linea per 288 linee/immagine, con velocità di trasmissione di 7,5, 10, 15 o 30 frame al secondo. Utilizzando il CIF, il numero di bit risultante non può eccedere 256K.
- Codec (Code/Decode): Unità di digital signal-processing che riceve un segnale analogico in ingresso e lo converte in digitale in uscita. In ricezione un altro Codec effettua l'operazione inversa. Esso può essere realizzato in hardware, software o con una combinazione dei due.

## E
- E.164: Formato di indirizzi per reti ISDN. Specificato nella raccomandazione ITU E.164 (1991).
- Endpoint: Un terminale, gateway o MCU dell'architettura H.32X.

## G
- G.711: la raccomandazione ITU-T intitolata Pulse Code Modulation (PCM) of Voice Frequencies; specifica come codificare un segnale audio (3,1 kHz) a 64 kbps utilizzando la Pulse Code Modulation (PCM) e la mu-law (negli USA e in Giappone) o la A-law (in Europa).
- G.721: la raccomandazione ITU-T che specifica come codificare un segnale audio (3,1 kHz) a 32 kbps utilizzando la Adaptive Differential Pulse Code Modulation (ADPCM).
- G.722: la raccomandazione ITU-T che specifica come codificare un segnale audio (7,5 kHz) a 64 kbps.
- G.723: la raccomandazione ITU-T intitolata Dual Rate Speech Coder for Multimedia Communication Transmitting at 5.3 and 6.4 kbps.
- G.728: la raccomandazione ITU-T per la codifica audio mediante Low Delay Code Excited Linear Prediction (CELP). La banda del segnale audio analogico è 3,4 kHz mentre, in seguito alla codifica ed alla compressione, il segnale digitalizzato richiede una banda di 16 kbps.
- Gatekeeper (GK): l'entità H.323 che fornisce traduzione di indirizzi, controllo di accesso e talvolta gestione della banda ai terminali, gateway o MCU H.323.
- Gateway (GW): l'entità H.323 che fornisce comunicazioni bidirezionali real-time tra terminali H.323 presenti sulla LAN, altri terminali ITU su una WAN o altri gateway H.323.

## H
- H.221: Una sezione della raccomandazione ITU-T H.320 nota formalmente come Frame Structure for a 64 to 1920 kbps Channel in Audiovisual Teleservices. La raccomandazione riguarda gli aspetti di sincronizzazione tra codificatore e decodificatore nelle comunicazioni sincrone.
- H.222: Raccomandazione ITU-T che specifica la codifica generica di immagini in movimento e delle informazioni audio associate.
- H.223: Sezione dello standard ITU-T H.324 che specifica un protocollo di controllo/multiplexing chiamato formalmente Multiplexing protocol for low bit rate multimedia communication.
- H.231: la raccomandazione aggiunta alla famiglia ITU-T H.320 che definisce una multipoint unit utilizzata per raggruppare tre o più codec H.320 in una conferenza multipunto.
- H.233: Componente della famiglia di raccomandazioni ITU-T sulla interoperabilità video; specifica come singoli frame di informazione audiovisiva debbano essere multiplexati su un canale digitale.
- H.242: Componente della famiglia di raccomandazioni ITU-T H.320 per l'interoperabilità video; specifica il protocollo per l'instaurazione e la chiusura di una sessione audio.
- H.245: Componente delle famiglie ITU-T H.323 e H.324; definisce le modalità di controllo delle comunicazioni tra terminali multimediali.
- H.261: La raccomandazione ITU-T che consente a codec video dissimili di interpretare le modalità di compressione e codifica di un segnale per poterlo riprodurre. Definisce inoltre due formati video: CIF e QCIF.

## I
- IP (Internet Protocol): Il protocollo di rete più popolare nelle reti pubbliche e private. Può essere utilizzato dagli endopoint H.323 per il trasferimento di pacchetti audio, video e dati.
- ITU (International Telecommunication Union): Una delle agenzie specializzate delle Nazioni Unite, costituita dalle amministrazioni delle telecomunicazioni di 113 nazioni partecipanti. Fondata nel 1865, prima dell'invenzione del telefono, come gruppo per la standardizzazione dell'uso del telegrafo, attualmente sviluppa standard internazionali per l'interconnessione di dispositivi di telecomunicazione tra reti.

## J
Questa raccomandazione specifica i requisiti di performance e gli obbiettivi utili nel metodo di misura del QoS della consegna dei servizi di digital videos over broadband Ip networks.
Le specifiche riguardanti i requisiti di performance sono basati su un sistema di classificazione a vari livelli, partendo da “eccellente” per arrivare a “fuori servizio”.

## L
- LAN (Local Area Network): Rete di computer o altri dispositivi di comunicazione all'interno di un'area geografica ristretta, quale un edificio o un campus.

## M
- MC (Multipoint Controller): Entità che provvede al controllo di tre o più terminali in una conferenza multipunto.
- MCU (Multipoint Control Unit): Un endpoint sulla LAN che abilita tre o più terminali e i gateway a partecipare ad una conferenza multipunto. La MCU comprende un Multipoint Controller obbligatorio e Multipoint Processor opzionali.
- MP (Multipoint Processor): Entità che provvede all'elaborazione dei flussi audio, video e/o dati in una conferenza multipunto, realizzandone il mixing, lo switching ed altre elaborazioni sotto il controllo del MC.
- Multicast: Un procedimento per trasmissioni da una sorgente a molte destinazioni. L'effettivo meccanismo implementato dipende dalla tecnologia LAN adottata.

## Q
- Q.931: Protocollo di call signaling per l'instaurazione ed il rilascio di connessioni.
- QoS (Quality of Service): Garantisce larghezza di banda e disponibilità di risorse per applicazioni su rete.

## R
- RSVP (Resource Reservation Protocol): Specificazione dell'IETF per consentire alle applicazioni la richiesta di banda dedicata.
- RTP/RTCP (Real-Time Protocol / Real-Time Control Protocol): Specificazione dell'IETF per la gestione di informazioni audio e video.

## S
- SCN (Switched Circuit Network): Rete di telecomunicazioni commutata pubblica o privata, tipo PSTN o ISDN.

## T
- TCP (Transmission Control Protocol): Protocollo per il networking affidabile su IP.
- Terminale H.32X: Un endpoint che realizza comunicazioni bidirezionali in real-time con un altro terminale, gateway o MCU. Un terminale deve obbligatoriamente supportare comunicazioni audio ed opzionalmente video e/o dati.

## U
- UDP (User Datagram Protocol): Protocollo per il networking non affidabile su IP.

## W
- WAN (Wide Area Network): Una rete per telecomunicazioni che copre un'area geografica più ampia di quella servita da una rete locale o metropolitana.

## Z
- Zona: Una collezione di terminali, gateway e MCU gestiti da un singolo gatekeeper. Una zona deve includere almeno un terminale e può essere costituita da segmenti LAN connessi tramite router.